# Hygrochroma viola
Hygrochroma viola är en fjärilsart som beskrevs av Thierry-mieg 1892. Hygrochroma viola ingår i släktet Hygrochroma och familjen mätare. Inga underarter finns listade i Catalogue of Life.